# Podnoszenie ciężarów na Letnich Igrzyskach Olimpijskich 2000 – waga lekkociężka mężczyzn
Rywalizacja w wadze do 85 kg mężczyzn w podnoszeniu ciężarów na Letnich Igrzyskach Olimpijskich 2000 odbyła się 23 września 2000 roku w hali Sydney Convention and Exhibition Centre. W rywalizacji wystartowało 20 zawodników z 15 krajów. Tytuł sprzed czterech lat obronił Grek Piros Dimas. Srebrny medal wywalczył Niemiec Marc Huster, a trzecie miejsce zajął Giorgi Asanidze z Gruzji.

## Wyniki
| Pozycja | Zawodnik            | Reprezentacja | Waga  | Rwanie | Rwanie | Rwanie | Podrzut | Podrzut | Podrzut | Wynik |
| Pozycja | Zawodnik            | Reprezentacja | Waga  | 1      | 2      | 3      | 1       | 2       | 3       | Wynik |
| ------- | ------------------- | ------------- | ----- | ------ | ------ | ------ | ------- | ------- | ------- | ----- |
| 1. !    | Piros Dimas         | Grecja        | 84,06 | 175,0  | 175,0  | 175,0  | 210,0   | 215,0   | 218,5   | 390,0 |
| 2. !    | Marc Huster         | Niemcy        | 84,22 | 172,5  | 177,5  | 177,5  | 205,0   | 210,0   | 212,5   | 390,0 |
| 3. !    | Giorgi Asanidze     | Gruzja        | 84,70 | 175,0  | 175,0  | 180,0  | 210,0   | 215,0   | 215,0   | 390,0 |
| 4       | Krzysztof Siemion   | Polska        | 84,46 | 162,5  | 167,5  | 167,5  | 202,5   | 207,5   | 212,5   | 380,0 |
| 5       | Gagik Chaczatrjan   | Armenia       | 84,68 | 170,0  | 175,0  | 180,0  | 200,0   | 205,0   | 210,0   | 380,0 |
| 6       | Sergo Czachojan     | Australia     | 82,40 | 170,0  | 175,0  | 177,5  | 202,5   | 207,5   | 207,5   | 377,5 |
| 7       | Christos Spiru      | Grecja        | 83,20 | 170,0  | 175,0  | 175,0  | 205,0   | 205,0   | 210,0   | 375,0 |
| 8       | Ernesto Quiroga     | Kuba          | 84,80 | 157,5  | 162,5  | 165,0  | 202,5   | 207,5   | 210,0   | 375,0 |
| 9       | Mariusz Rytkowski   | Polska        | 84,64 | 160.0  | 165.0  | 170.0  | 200.0   | 205.0   | 205.0   | 370.0 |
| 10      | Valeriu Calancea    | Rumunia       | 84,74 | 155,0  | 160,0  | 162,5  | 195,0   | 205,0   | 205,0   | 365,0 |
| 11      | Joel Mackenzie      | Kuba          | 84,86 | 157,5  | 162,5  | 165,0  | 192,5   | 197,5   | 200,0   | 365,0 |
| 12      | Nizami Pashayev     | Azerbejdżan   | 84,16 | 155,0  | 166,0  | 166,0  | 197,5   | 203,5   | 203,5   | 357,5 |
| 13      | Jurij Myszkowiec    | Rosja         | 84,82 | 162,5  | 167,5  | 167,5  | 180,0   | 192,5   | 197,5   | 355,0 |
| 14      | Bakhtiyor Nurullaev | Uzbekistan    | 84,42 | 150,0  | 155,0  | 160,0  | 180,0   | 187,5   | 192,5   | 352,5 |
| 15      | Mohamed Musa        | Egipt         | 84,62 | 155,0  | 160,0  | 162,5  | 185,0   | 185,0   | 192,5   | 352,5 |
| 16      | Mital Szaripow      | Kirgistan     | 84,54 | 155,0  | 160,0  | 160,0  | 185,0   | 190,0   | 197,5   | 345,0 |
| 17      | Sergio Mannironi    | Włochy        | 83,18 | 150,0  | 150,0  | 155,0  | 180,0   | 190,0   | 190,0   | 330,0 |
| 18      | Ofisa Ofisa         | Samoa         | 84,80 | 135,0  | 140,0  | 140,0  | 175,0   | 180,0   | 180,0   | 310,0 |
| 19      | Khodor Alaywan      | Liban         | 81,56 | 130,0  | 135,0  | 135,0  | 150,0   | 160,0   | 165,0   | 290,0 |
| —       | Szahin Nassirinia   | Iran          | 85,00 | 175,0  | —      | —      | —       | —       | —       | —     |